# مصفاة الشعيبة (الكويت)
تقع مصفاة الشعيبة ضمن حدود منطقة الشعيبة الصناعية على بعد حوالي 50 كيلو مترا جنوبي مدينة الكويت وتبلغ المساحة الإجمالية التي تحتلها منشآت المصفاة المختلفة 1,232,000 متر مربعا، وهي تابعة لشركة البترول الوطنية الكويتية.

## تاريخ المصفاة
بدأ العمل في بناء المصفاة عام 1966 وكانت بذلك أول مصفاة تبنيها شركة بترول وطنية بالكامل في المنطقة. وفي أبريل من عام 1968 افتتحت المصفاة رسميا. وبعد شهر واحد تقريبا تم تصدير منتجاتها إلى أسواق اليابان وغيرها من الدول المستهلكة، وكانت الطاقة التكريرية للمصفاة عند إنشائها تبلغ 95 ألف برميل يوميا، وفي عام 1975 نفذت شركة البترول الوطنية الكويتية مشروعا لتوسعة المصفاة ازدادت معه طاقتها التكريرية إلى 195 الف برميل يوميا وهي الطاقة التي استمرت تعمل بها حتى 2/8/1990
حيث تعرضت المصفاة شأنها شأن بقية مصافي الكويت ومنشآتها إلى التدمير أثناء الغزو العراقي للكويت وخاصة في المرافق والوحدات الرئيسية فيها مثل وحدة تقطير النفط الخام، والخزانات ورصيف الزيت مما جعلها تتوقف عن العمل حتى أكتوبر 1993 حيت أعيد تشغيلها. وفي أوائل عام 1997 أعيد تشغيل المصفاة بكامل طاقتها التكريرية بعد أن اكتمل إصلاح جميع وحداتها.

## انجازات المصفاة
وقد كانت مصفاة الشعيبة منذ إنشائها تتمتع بمرونة كبيرة وقادرة على إنتاج مشتقات بترولية ذات مواصفات عالية ومعدة للتصدير إلى الأسواق العالمية. ويرجع ذلك بالدرجة الأولى إلى كونها مصفاة تعمل كلية بالهيدروجين الذي يستخدم لتحويل المنتجات الثقيلة إلى منتجات خفيفة ليزداد الطلب عليها عالميا. ويستخدم الهيدروجين المستخلص من الغاز الطبيعي لرفع قيم المنتجات البترولية المكررة وتصنع منتجات عالية الجودة مثل النافثا وبنزين السيارات والكيروسين ووقود الطائرات....الخ. وترجع أهمية مصفاة الشعيبة إلى المستوى التقني الرفيع الذي صممت على أسسه وحدات التصنيع عند إنشائها.
في ذلك الوقت كانت عمليات تكرير الأنواع الثقيلة نسبيا من النفط الخام وخصوصا منها الأنواع ذات المحتوى الكبريتي المرتفع، من العمليات التي تتطلب تقنية معقدة ومكلفة. وتعتبر مصفاة الشعيبة بالإضافة إلى تلك التقنية العالية أول مصفاة في العالم تستخدم الهدرجة في تنقية المشتقات البترولية من الشوائب الكبريتية والآزوتية ومن ثم رفع قيم تلك المشتقات إلى مستويات عالية الجودة.
وتنتج مصفاة الشعيبة حوالي ثلاثين نوعا من المنتجات البترولية الخفيفة والوسطى والثقيلة من أهمها الغاز، النافثا البتروكيماوية، النافثا العادية، والمحروقات المختلفة مثل بنزين السيارات عالي الأوكتين، وقود الطائرات بمختلف أنواعه، وزيت الديزل للمحركات وزيت الديزل للمحركات البحرية وزيت الوقود بأنواعه المختلفة، والكبريت الذي ينتج على هامش عمليات التصنيع.
وتساهم مصفاة الشعيبة إلى جانب مصفاة ميناء الأحمدي بتوفير المنتجات البترولية إلى السوق المحلية لكن الجزء الأهم من منتجات المصفاة معد اصلا للتصدير إلى الأسواق العالمية. وقد كانت مصفاة الشعيبة عند انشائها مصفاة التصدير الأولى في الكويت إذ أن المنتجات المكررة في المصفاة عالية الجودة وتتفق مع المواصفات المتطورة للأسواق العالمية.
وقد جهزت مصفاة الشعيبة بمجموعة كبيرة من الخزانات لاستقبال النفط الخام واستيعاب المنتجات المكررة ويبلغ عدد تلك الخزانات 72 خزانا موزعة في حظائر.

## اغلاق المصفاة
وتم في صباح يوم الخميس الموافق 30 مارس 2017 اغلاق صمام ضخ النفط الخام القادم من شركة نفط الكويت إيذاناً بإيقاف عمليات المصفاة نهائياً وذلك قبل عمل مشروع الوقود البيئي المتوقع الانتهاء منه في 2018 حيث سيتم استخدام منطقة الخزانات في مصفاة الشعيبة لمشروع الوقود البيئي لتخزين وشحن المنتجات النفطية بينما سيستخدم مرفق التصدير الذي هو ميناء المصفاة لتصدير منتجات الوقود البيئي.